# Fordonstrafikregistret
Fordonstrafikregistret är ett finskt statligt register som innehåller information om finskregistrerade fordon med mera. Fordonstrafikregistret drivs av Fordonsförvaltningscentralen.

## Lagstiftning
Fordonstrafikregistret regleras av lagen om fordonstrafikregistret (541/2003).

## Internationella motsvarigheter
Motsvarigheter till fordonstrafikregistret finns i de flesta länder. I Sverige motsvaras det av vägtrafikregistret.